# روبي دان
روبي دان (بالإنجليزية: Robbie Dunn)‏ (6 يوليو 1960 في المملكة المتحدة - ) هو كاتب سيناريو ولاعب كرة قدم أسترالي في مركز الدفاع، شارك في الألعاب الأولمبية الصيفية 1988. وشارك مع منتخب أستراليا لكرة القدم. أما مع النوادي، فقد لعب مع نادي جنوب الصين ونادي سلاغور وMelbourne Knights FC ‏ ووست أديلايد ‏ وPreston Lions FC ‏ ونادي برث وWestern Knights SC ‏ وCockburn City SC ‏ وMitchelton FC ‏.

## وصلات خارجية
- روبي دان على موقع الاتحاد الدولي (مؤرشف)  (الإنجليزية)
- روبي دان على موقع قاعدة بيانات كرة القدم.إي يو (الإنجليزية)
- روبي دان على موقع ناشيونال فوتبول تيمز (الإنجليزية)
- روبي دان على موقع عالم كرة القدم.نت (الإنجليزية)
- روبي دان على موقع أوليمبيديا (الإنجليزية)
- روبي دان على موقع اللجنة الأولمبية الأسترالية (الإنجليزية)